# Ulrich Maly

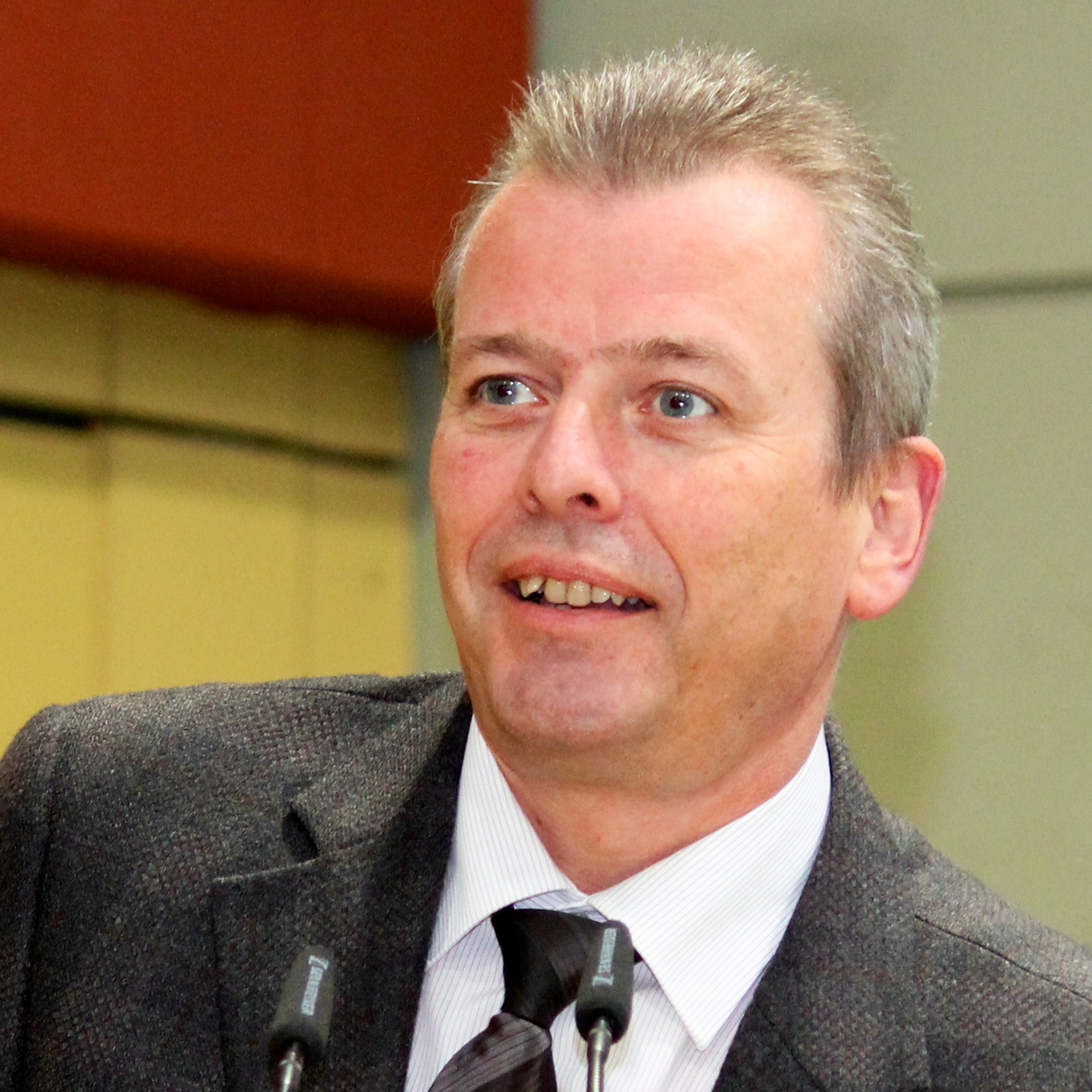
Ulrich Maly (2012)

Ulrich Maly (* 8. August 1960 in Nürnberg) ist ein deutscher Politiker (SPD). Er war von 2002 bis 2020 Oberbürgermeister von Nürnberg und war von 2013 bis 2015 Präsident und anschließend Vizepräsident des Deutschen Städtetags.

## Leben
Maly wuchs im Nürnberger Stadtteil Schweinau auf. Er besuchte die Grundschule Ambergerstraße und das Johannes-Scharrer-Gymnasium in Nürnberg. Er engagierte sich seit 1967 ehrenamtlich bei der Sozialistischen Jugend Deutschlands – Die Falken und war als deren Delegierter in den 1980er Jahren Vorsitzender des Kreisjugendrings Nürnberg-Stadt. Seit Januar 1984 ist Maly Mitglied der SPD. Nach dem Zivildienst im Mimberger Altenheim studierte er bis 1987 Volkswirtschaftslehre an der Friedrich-Alexander-Universität Erlangen-Nürnberg mit den Hauptfächern Wirtschaftspolitik und Öffentliches Recht. 
1990 folgte die Promotion zum Dr. rer. pol. (magna cum laude) mit der Dissertation „Wirtschaft und Umwelt in der Stadtentwicklungspolitik“. Im selben Jahr wurde er Geschäftsführer der SPD-Stadtratsfraktion, von 1996 bis 2002 war er Kämmerer der Stadt Nürnberg. Seit 1. Mai 2002 war Maly Oberbürgermeister der Stadt Nürnberg. Er löste den CSU-Politiker Ludwig Scholz ab. Im November 2005 wurde er als Beisitzer in den Bundesparteivorstand der SPD gewählt. 2020 folgte ihm als Oberbürgermeister der CSU-Politiker Marcus König.
Maly ist seit 1991 verheiratet und Vater von zwei Kindern. 2011 wurde er mit dem Bayerischen Bierorden ausgezeichnet. Er ist Anhänger des 1. FC Nürnberg.

## Kämmerer und Oberbürgermeister von Nürnberg
In der Zeit als Kämmerer führte Maly ein Konzept der Budgetierung als Bestandteil einer Verwaltungsreform ein. Er entwickelte Finanzierungsmodelle beispielsweise für das Eisstadion sowie für den Ausbau des Frankenstadions anlässlich der Fußball-Weltmeisterschaft 2006.
Bei seiner ersten Wahl zum Oberbürgermeister im Jahr 2002 scheiterte Maly als Herausforderer des bisherigen Amtsinhabers Ludwig Scholz  im ersten Wahlgang mit 49,1 % knapp an einer Direktwahl, konnte sich aber im Zweiten Wahlgang mit 56,0 % der abgegebenen Stimmen gegen Scholz durchsetzen. Als Oberbürgermeister stieß er verschiedene Integrations-Maßnahmen an, so das Projekt „Spielend lernen in Familie und Stadtteil“, durch das sozial benachteiligte Familien in bestimmten Stadtteilen gezielt gefördert wurden. Maly führte „mobile Bürgerversammlungen“ ein, bei denen er zusammen mit Vertretern der Verwaltung in den Stadtteilen Probleme mit Bürgern vor Ort diskutiert. Er schloss in seiner Funktion als OB für die Stadt eine Rahmenvereinbarung mit der Deutschen Bahn AG und ihren Immobilientöchtern ab, die die einvernehmliche städtebaulichen Entwicklung der von der Bahn AG nicht mehr benötigten Flächen regelt. Insgesamt sollen in Nürnberg rund 280 Hektar umgestaltet werden. Ein Schwerpunkt ist die Entwicklung eines neuen Stadtteils, namens Lichtenreuth, an der Brunecker Straße im Nürnberger Süden.
Bei der Nürnberger Oberbürgermeisterwahl am 2. März 2008 wurde Maly mit 64,3 % der abgegebenen Stimmen direkt wiedergewählt, ebenso am 16. März 2014 mit 67,1 % der abgegebenen Stimmen.
Am 11. März 2019 kündigte er an, bei der Kommunalwahl 2020 nach 18 Jahren Amtszeit nicht mehr erneut zu kandidieren.
In Malys Amtszeit als Oberbürgermeister fallen unter anderem der Bau der dritten U-Bahn-Linie, die ersten Verlängerungen der Straßenbahn seit den 1970er Jahren (Doku-Zentrum-Schleife, Brunnecker Straße und am Wegfeld), jedoch auch – aufgrund des Baus der U3 – die Herabstufung der Strecke in der Brunecker Straße zur Betriebsstrecke. Mit Eröffnung der U3 ging auch Deutschlands erste vollautomatische U-Bahn in Betrieb. Die Einwohnerzahl stieg in seiner Amtszeit – wie schon seit den späten 1980er Jahren –  wieder und erreichte 2006 erstmals seit 1974 wieder die Halbmillionenmarke. Insgesamt lebten im letzten vollen Jahr seiner Amtszeit (2019) rund 25.000 mehr Menschen in Nürnberg als im Jahr seines Amtsantritts (2002). Nürnberg trat unter Maly auch dem Zweckverband Stadt-Umland Bahn bei, jedoch war Maly – anders als sein Nachfolger Marcus König – nie Vorsitzender des Zweckverbandes.

## Aufgaben und Funktionen

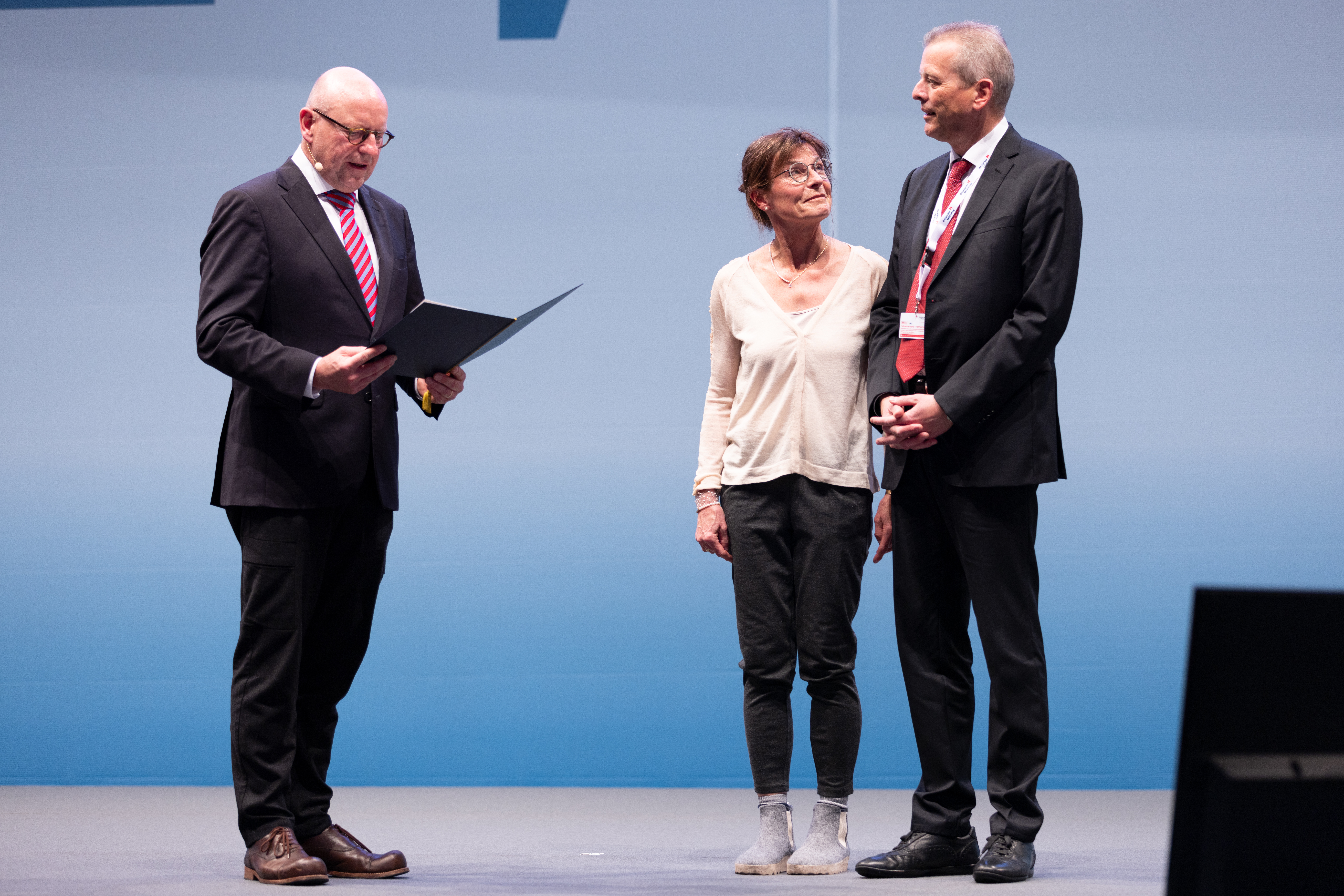
Verleihung der Ehrenmitgliedschaft des Dt. Städtetag in Erfurt, Nov. 2021

Maly nahm, zum Teil als Oberbürgermeister der Stadt Nürnberg, folgende Aufgaben und Funktionen wahr:
- Vorsitzender im Aufsichtsrat verschiedener städtischer Töchter, wie den Städtischen Werken Nürnberg, der N-ERGIE, der Wohnungsbaugesellschaft Nürnberg mbH und der NürnbergMesse
- Mitglied im Aufsichtsrat des 1. FC Nürnberg und des Flughafens Nürnberg
- Von 2011 bis 2017 Vorsitzender des Bayerischen Städtetags[7]
- Von 2005 bis 2011 im Ratsvorsitz der „Metropolregion Nürnberg“
- Mitglied des Landesvorstandes der SPD, zeitweise auch des Parteivorstandes
- Vorsitzender der Jury „Internationaler Nürnberger Menschenrechtspreis“
- Stiftungsratsvorsitzender der „Stiftung Staatstheater Nürnberg“
- Vorsitzender im Verwaltungsrat der Sparkasse Nürnberg
- Vorsitzender in verschiedenen Stiftungen, darunter der „Zukunftsstiftung der Sparkasse Nürnberg“
- Vorstand der Congress- und Tourismus-Zentrale Nürnberg und des Deutsch-Amerikanischen Instituts (DAI) sowie anderen Vereinen.
- Vorsitzender des Vereins für Geschichte der Stadt Nürnberg[8]
- Ab 2011 Mitglied im Präsidium des Deutschen Städtetags, vom 25. April 2013 bis zum 11. Juni 2015 Präsident[1]
- Ehrenmitglied des Deutschen Städtetages, Beschluss vom 17. November 2021 auf der 41. Hauptversammlung des Dt. Städtetags in Erfurt[9]

## Schriften (Auswahl)
- Wirtschaft und Umwelt in der Stadtentwicklungspolitik, Deutscher Universitäts-Verlag, Wiesbaden 1991, ISBN 3-8244-0087-1.